# Chi Diều ăn ong
Chi Diều ăn ong (tên khoa học Pernis) là một chi chim trong họ Accipitridae. Gồm 3 loài chim săn mồi kích thước khá lớn (khoảng 0,5-1,5 kg), với lối sống chủ yếu ăn côn trùng, ngoài ra còn săn bắt một số động vật nhỏ khác như bò sát, ếch nhái, chim thú nhỏ và cả quả mọng.

## Các loài
- Pernis apivorus: Diều ăn ong châu Âu
- Pernis ptilorhynchus: Diều ăn ong mào
- Pernis celebensis: Diều ăn ong Philippin